# 雷斯丘冰原島峰
69°37′S 157°27′E / 69.617°S 157.450°E
雷斯丘冰原島峰（英語：Rescue Nunatak）是南極洲的冰原島峰，位於奧次地，屬於拉扎列夫山脈的一部分，處於馬丁山東南面22公里，由澳大利亞探險隊繪入地圖，現時由南極條約體系管理。